# Na Rì (xã)
Na Rì là một xã ở phía bắc của tỉnh Thái Nguyên, Việt Nam. Trụ sở làm việc của xã là trung tâm hành chính của huyện Na Rì cũ.

## Địa lý
Xã Na Rì có vị trí địa lý:
- Phía đông giáp tỉnh Lạng Sơn
- Phía tây giáp xã Văn Lang và xã Trần Phú
- Phía nam giáp xã Trần Phú và tỉnh Lạng Sơn
- Phía bắc giáp xã Cường Lợi và xã Thượng Quan.

Xã Na Rì có diện tích 112,73 km², dân số năm 2025 là 11.494 người.
Trên địa bàn xã Na Rì có sông Bắc Giang, Quốc lộ 279 và Quốc lộ 3B.

## Lịch sử
Thị trấn Yến Lạc được thành lập vào ngày 8 tháng 4 năm 1985 trên cơ sở toàn bộ 350 ha diện tích tự nhiên và dân số của phố Yến Lạc thuộc xã Lương Hạ.
Ngày 10 tháng 1 năm 2020, Ủy ban Thường vụ Quốc hội ban hành nghị (nghị quyết có hiệu lực từ ngày 1 tháng 2 năm 2020), Theo đó, sáp nhập 13,37 km² diện tích tự nhiên và 1.461 người thuộc 6 thôn: Pò Đồn, Đồn Tắm, Nà Hin, Nà Lẹng, Khuổi Nằn 1, Khuổi Nằn 2 của xã Lương Hạ được giải thể vào thị trấn Yến Lạc; còn 4,40 km² diện tích tự nhiên và 357 người thuộc 2 thôn: Nà Sang, Nà Khun của xã Lương Hạ vừa giải thể được sáp nhập vào xã Cường Lợi. Đồng thời sáp nhập toàn bộ diện tích và dân số của xã Lương Thành (diện tích 17,69 km², dân số khoảng 1.123 người) và xã Lam Sơn (diện tích 22,67 km², dân số là 2.007 người) thành xã Sơn Thành.
Tháng 6 năm 2025, xã Na Rì được thành lập trên cơ sở nhập toàn bộ diện tích tự nhiên, quy mô dân số của thị trấn Yến Lạc (diện tích tự nhiên là 17,42 km², dân số là 5.162 người), xã Sơn Thành (diện tích tự nhiên là 40,21 km², dân số là 3.545 người) và xã Kim Lư (diện tích tự nhiên là 55,10 km², dân số là 2.787 người) của huyện Na Rì. Trụ sở làm việc của xã nằm tại thị trấn Yến Lạc cũ.

## Hành chính
Đến năm 2019, thị trấn Yến Lạc có 13 tổ nhân dân là Giả Dìa,
Tổ nhân dân Hát Deng, tổ nhân dân Pàn Bái, tổ nhân dân Phố Mới, tổ nhân dân Pò Đon, Tổ nhân dân Nà Đăng, tổ nhân dân Bản Pò, tổ nhân dân Pàn Chầu, tổ nhân dân Cốc Coóc, tổ nhân dân Phố A, Tổ nhân dân Phố B, tổ nhân dân Bản Bia, tổ nhân dân Phiêng Chang.
Xã Lương Hạ có tám thôn là Nà Sang, Nà Khun, Nà Lẹng, Nà Hin, Pò Đồn, Đồn Tắm, Khuổi Nằn 1, Khuổi Nằn 2.
Xã Lam Sơn có 10 thôn là Xưởng Cưa, Khuổi Luông, Thanh Sơn, Bản Diếu, Pan Khe, Pò Chẹt, Thôm Pục, Nà Nôm, Hát Lài, Hợp Thành.
Xã Lương Thành có chín thôn là Nà Khon, Phiêng Cuôn, Nà Kèn, Pác Cáp, Khuổi Kháp, Nà Pàn, Nà Lẹng, Bản Chang, Soi Cải.
Xã Kim Lư có 13 thôn là Bản Cháng, Lũng Cào, Đồng Tâm, Phiêng Đốc, Háng Cáu, Lũng Tao, Hát Luông, Pò Khiển, Nà Đon, Khuổi Ít, Nà Pài, Bản Đâng, Khum Mằn.